# Charly García

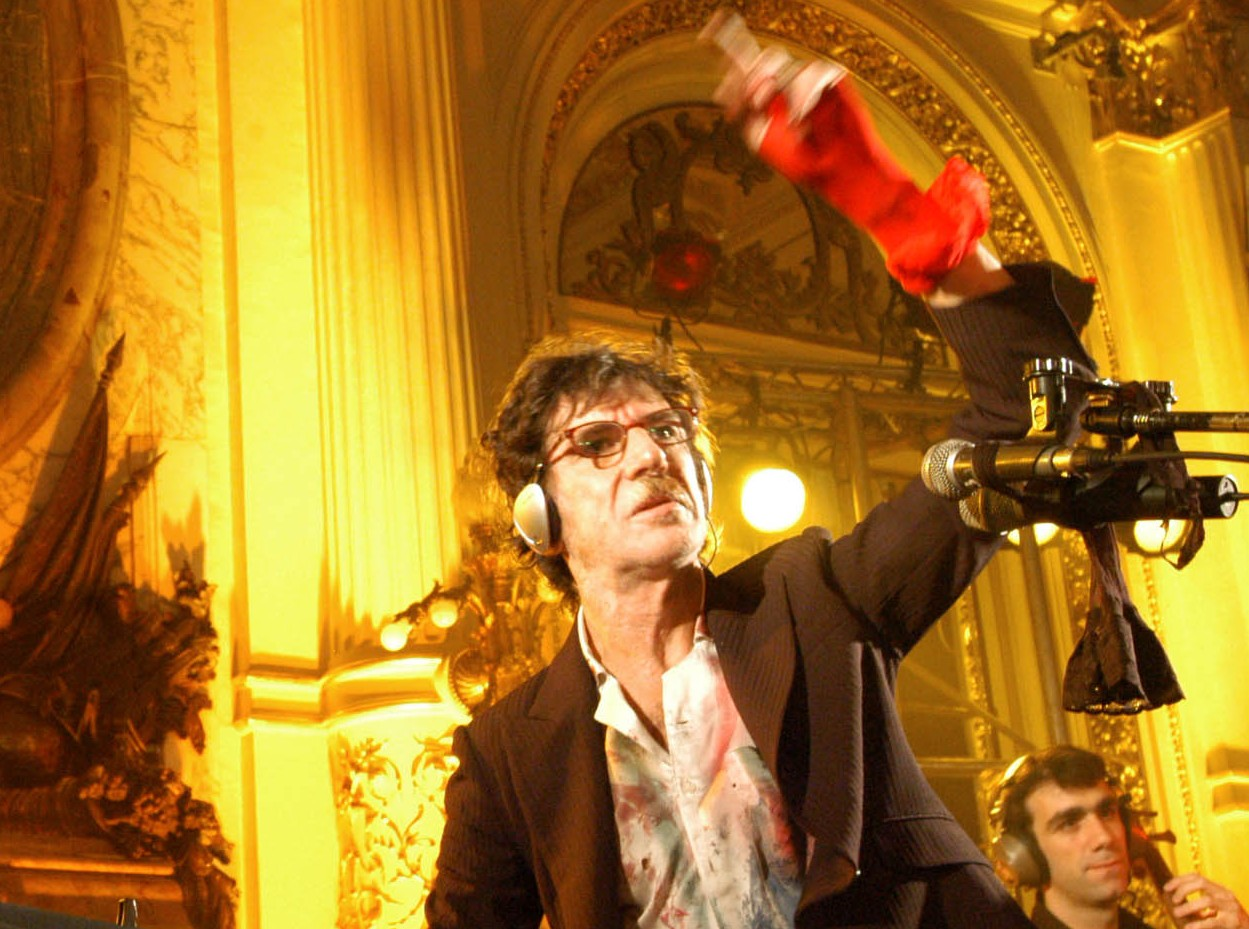
Charly García (2005)

Charly García (vollständiger Name Carlos Alberto García Moreno, * 23. Oktober 1951 in Buenos Aires) ist ein argentinischer Musiker, der die Entwicklung der Rockmusik in Argentinien entscheidend mitgeprägt hat. Er spielte mit zahlreichen argentinischen, aber auch internationalen Musikern und hat sich seit 1972 stilistisch ständig weiterentwickelt.

## Biographie

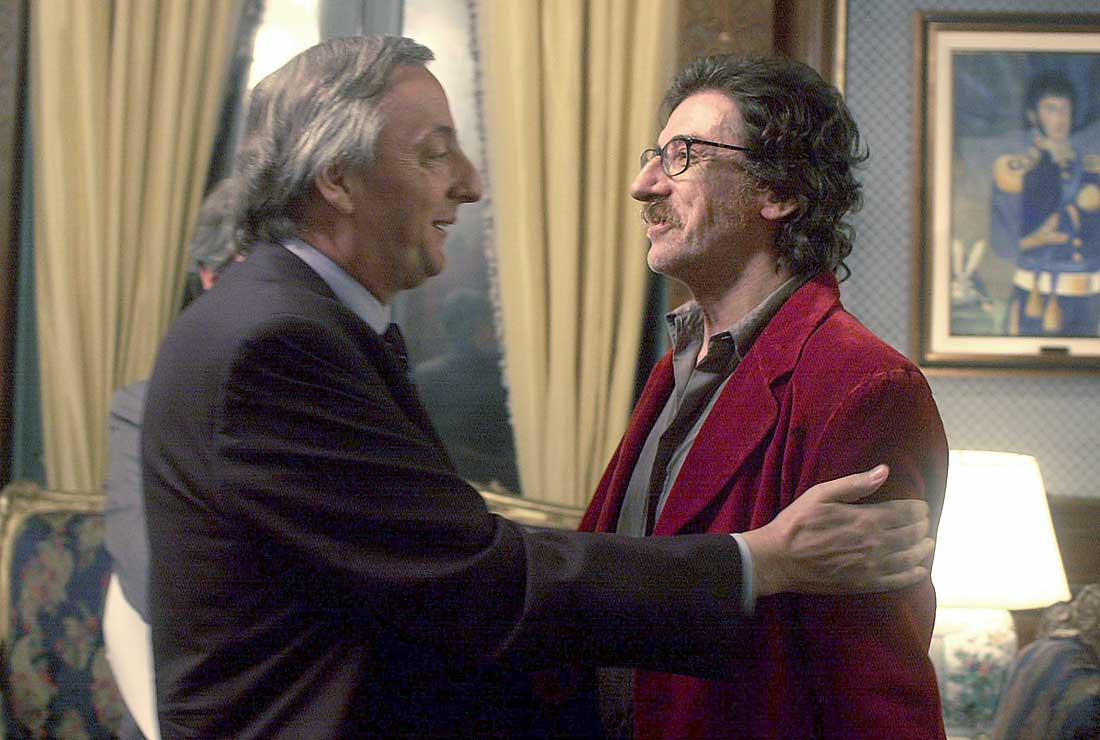
Charly García (rechts) mit dem damaligen argentinischen Präsidenten Néstor Kirchner (2004)

Charly García war der älteste Sohn einer reichen Familie aus Buenos Aires. Am Ende der ersten Regierungszeit von Juan Domingo Perón kam es zu einer dramatischen Verschlechterung der Wirtschaftslage und sein Vater begann als Lehrer Physik und Mathematik zu unterrichten. Seine Mutter arbeitete als Produzentin von folkloristischen Musikprogrammen für das argentinische Radio.
Im Alter von drei Jahren entdeckten seine Eltern das musikalische Talent von Charly García und förderten es, indem sie ihn in der Musikschule Thibaud Piazzini einschrieben. Mit zwölf Jahren war Charly García so weit, dass er selbst unterrichten konnte. Mit dreizehn Jahren hörte er, der zuvor nur klassische Musik und Folklore kannte, zum ersten Mal eine Aufnahme der Beatles. Später sagte er über dieses Erlebnis, es sei so gewesen, „als habe er klassische Musik vom Mars gehört“.
Auf dem Gymnasium lernte er Nito Mestre kennen. 1969 fusionierte die Band "To walk spanish" von Charlie García mit "The Century indignation" von Nito Mestre und bildeten die bald sehr erfolgreiche Formation Sui Generis. Sui Generis spielte Folkrock mit symphonischen Elementen. 1972 erschien die erste Platte. Am 9. September 1975 gab die Gruppe vor 20.000 Zuschauern ihr Abschiedskonzert im Luna Park Stadion. Dies war das bis dahin größte Rockkonzert, das jemals in Argentinien stattgefunden hatte.
1976 kamen die Musiker von Sui Generis nochmals zusammen, um eine Platte mit den Musikern León Gieco, Raúl Porchetto und María Rosa Yorio aufzunehmen. Diese LP hatte den Titel "Porsuigieco" (eine Mixtur aus Raúl PORchetto, SUI Generis und León GIECO).
In den folgenden Monaten änderten sich einige wichtige Dinge in Charlie Garcías Leben. Er trennte sich von seiner Lebensgefährtin María Rosa Yorio, mit der er einen gemeinsamen Sohn hatte. Mit seiner neuen Lebensgefährtin, der Brasilianerin Marisa Parendeiras, erweiterte sich der Horizont seiner Wahrnehmung. Mit neuen Musikern versucht er sich in Symphonic-Rock. Die Band "La máquina de hacer pájaros" nahm zwei Alben auf, jedoch wurden sie in Argentinien nie richtig populär. Da die politische Botschaft der Texte Charlie García in Konflikt mit der inzwischen herrschenden Diktatur der Militärs unter Jorge Rafael Videla brachte, beschloss er Ende 1977 nach São Paulo (Brasilien) auszuwandern.
In São Paulo kam er in Kontakt mit brasilianischen Musikern wie Milton Nascimento. In den folgenden Jahren formierte sich um Charly García eine neue Gruppe, der auch Musiker von Sui Generis angehörten. Unter dem Namen Serú Girán nahmen sie in São Paulo ihr erstes Album auf. Serú Girán trat auch in Argentinien auf und Charly García wurde 1979 kurzfristig von den Militärs inhaftiert.
Nach 1983 und der Entmachtung der Militärs kehrte Charly García als Solist nach Argentinien zurück. In den folgenden Jahren wurde er radikaler und kompromissloser. Er trat in der Phase des demokratischen Aufbruchs auf zahlreichen Konzerten auf. Ende der 1980er Jahre klang seine Musik wie Punk-Rock. Die 1990er Jahre waren zunächst geprägt von exzessivem Drogenkonsum. Er spielte in wechselnder Besetzung, häufig auch in den Clubs von Buenos Aires. In dieser Zeit entstanden acht Alben. Er spielte mit unterschiedlichen argentinischen Musikern. Es gab eine Neuauflage von Serú Girán mit einem Konzert im River Plate-Stadion. 1997 arbeitete er mit Mercedes Sosa und nimmt das Album Alta Fidelidad. Im Februar 1999 spielte er auf dem Festival Buenos Aires Vivo III vor 250.000 Zuhörern und wenige Monate später auf einem Privatkonzert in der Casa Rosada vor dem damaligen argentinischen Präsidenten Carlos Saúl Menem.
2004 begann er eine Tour durch ganz Argentinien. Unter dem Motto La Venganza (Die Rache) spielte er unter anderem in Ushuaia (Tierra del Fuego) bei −2 °C.

## Diskografie

### Sui Generis
- 1972: Vida
- 1973: Confesiones de invierno
- 1974: Pequeñas anécdotas sobre las instituciones
- 1975: Adiós Sui Géneris I & II (live)
- 1993: Adiós Sui Géneris III (Liveaufnahme von 1975)
- 2000: Sinfonías para adolescentes
- 2001: Si!, Detrás de las paredes

### Porsuigieco
- 1976: Porsuigieco (eine Kompilation von Raúl Porchetto, Sui Géneris, León Gieco)

### La Máquina de Hacer Pájaros
- 1976: La máquina de hacer pájaros
- 1977: Películas

### Serú Girán
- 1978: Serú Girán
- 1979: La grasa de las capitales
- 1980: Bicicleta
- 1981: Peperina
- 1982: No llores por mí, Argentina (live)
- 1992: Serú 92
- 1993: En vivo I, En vivo II (live in Buenos Aires., River Plate Stadion)
- 2000: Yo no quiero volverme tan loco (Liveaufnahme von 1981, Estadio de Obras Sanitarias)

### Solo
- 1980: Música del alma
- 1982: Pubis angelical (Musik zum Film von Raúl de la Torre, nach dem Buch von Manuel Puig), Yendo de la cama al living (Doppel-LP, AR: Gold)[1]
- 1983: Clics Modernos (Modern Clics)
- 1984: Piano Bar (AR: Gold)
- 1984: Terapia Intensiva
- 1985: Tango (mit Pedro Aznar)
- 1987: Parte de la religión
- 1988: Lo que vendrá (Musik zu einem Film von Gustavo Mosquera)
- 1989: Cómo conseguir chicas
- 1990: Filosofía barata y zapatos de goma (AR: Platin)
- 1991: Tango 4 (mit Pedro Aznar)
- 1994: La hija de La Lágrima (AR: ×2Doppelplatin )
- 1995: Casandra Lange / Estaba en llamas cuando me acosté,
- 1995: Hello! MTV Unplugged (Livekonzert in Miami, AR: Gold)
- 1995: Oro (AR: Platin)
- 1996: Say No More (AR: Gold)
- 1997: Alta fidelidad (mit Mercedes Sosa)
- 1998: El aguante
- 1999: Demasiado ego (Livekonzert in Buenos Aires, AR: Gold)
- 1999: Charly & Charly en Olivos (Livekonzert im Präsidentenpalast von Olivos, limitierte Auflage von 2000 Stück)
- 1999: Obras cumbres (AR: Gold)
- 2002: Influencia (AR: Platin)
- 2002: Serie Oro (AR: Gold)
- 2003: Rock and roll yo (AR: Gold)
- 2010: Kill Gil

### Videoalben
- 2000: Charly García (AR: Platin)
- 2003: 50 Años (AR: Platin)
- 2004: Say No More: 50 Anniversario (AR: Platin)